# 労働ビッグバン
労働ビッグバン（ろうどうビッグバン）とは、第1次安倍内閣において提唱された、労働市場改革の総称である。
多くは第1次安倍内閣では実現できなかったが、いくつかは後の内閣において実現された。

## ビジョン
小泉内閣で構造改革を主導した竹中平蔵は、第1次安倍内閣発足に際し、労働市場の構造改革「日本版オランダ革命」を安倍晋三首相に提言。これを受け、内閣府経済財政諮問会議において、再チャレンジ政策の一環として「労働ビッグバン」が提唱された。
改革の主導者であった労働経済学者・八代尚宏は、2006年12月18日に行われた内閣府の労働市場改革などに関するシンポジウムで、「正社員と非正規社員（派遣社員・契約社員・嘱託社員等）の格差是正のため、年功賃金の見直し等、正社員と非正規社員の賃金水準の均衡化に向けた方向での検討も必要」「既得権を持っている大企業の労働者が、（下請け企業の労働者や非正規社員など）弱者をだしにしている面がかなりある」と述べ、「同一労働同一賃金」の徹底を訴えた。
改革の骨子は以下のようなものである。
- ニートやフリーターの戦力化[3][4]
- 女性や高齢者の就業率向上[4]
- 正規雇用と非正規雇用の区別の撤廃[5]
  - 非正規雇用に対する保険・年金の付与[6]
  - 「同一労働同一賃金条件」の法制化[1]
  - 「金銭解雇ルール」の法制化[7]
- ホワイトカラーエグゼンプションの導入[4]
- ワーク・ライフ・バランスの実現[4]

## 結果
内閣は後に年金記録問題に追われることとなったため、提出された法案は第1次安倍内閣においては成立させることはできなかった。
竹中平蔵は、著書の中で「既得権益を失う労働組合や、保険や年金の負担増を嫌う財界の反対で頓挫した」と述べている。

## その後
2007年の福田康夫内閣では労働契約法が改正され、以下が立法化された。
- 有期労働契約が5年を超える場合、これを期間の定めのない労働契約に転換できる権利を得る（無期転換申込権）。

2012年の民主党政権下では、以下が立法化された。
- 三党合意によって年金改革法案が成立。パートタイマーの厚生年金適用拡大。
- 労働契約法を改正。「期間の定めがあることによる不合理な労働条件の禁止（20条）」が追加された。

2014年には、過労死等防止対策推進法が議員立法で成立。
- 労働時間短縮、年休取得、産業精神保健対策について数値目標を掲げた。
- 国は、過労死等に関する情報の収集・整理・分析・提供を行うとされた。

2017年の第4次安倍内閣では働き方改革関連法が成立し、それにより以下の政策が立法化された。
- 同一労働同一賃金の推進
- 高度プロフェッショナル制度の導入
- 時間外労働の上限規制
- 有給休暇の消化義務